# Zululand
 Der er for få eller ingen kildehenvisninger i denne artikel, hvilket er et problem. Du kan hjælpe ved at angive troværdige kilder til de påstande, som fremføres i artiklen.

Zululand var det zulu-dominerede område i, hvad der nu er den nordlige KwaZulu-Natal provins i Sydafrika. I dag hedder et distrikt i KwaZulu-Natal Zululand og strækker sig fra Tugela floden i syd til Pongola floden i nord. Det historiske Zululand omfattede de moderne distrikter Zululand, Amajuba, Umzinyathi, uThungulu, Umkhanyakude, Uthukela, Umgundlovu og iLembe.

## Historie
I 1816 blev Shaka konge over zuluerne. Inden der var gået et år, havde han besejret naboklanerne og gjort zuluerne til den vigtigste allierede for den store Mtetwa klan, der konkurrerede med Ndwandwe klanen om den nordlige del af det moderne KwaZulu-Natal.
Shaka startede også mange militære, sociale, kulturelle og politiske reformer og dannede en velorganiseret, centraliseret zulu-stat. Den vigtigste reform var reformeringen af hæren. Takket være de innovative taktikker og våben, han udtænkte, og et opgør med zuluernes åndelige ledere fik han effektivt lagt zuluernes religion ind under staten.
En anden vigtig reform var at integrere besejrede klaner i zulustammen med fulde rettigheder, så forfremmelser i hæren og det civile statsapparat skete på baggrund af fortjeneste i stedet for familiært tilhørsforhold.
Efter at Mtetwa klanens konge Dingiswayo var død omkring 1818, overtog Shaka ledelsen af hele Mtetwa-alliancen. Alliancen modstod Mtetwa klanens første angreb i slaget ved Gqokli. Inden der var gået to år, havde Shaka besejret Mtetwa-klanen i slaget ved Mhlatuze floden og startede dermed en massiv folkevandring, da de besejrede folkeslag søgte bort og dræbte andre stammer på deres vej. I 1825 havde Shaka erobret et stort imperium, der dækkede et stort område fra havet i øst til Drakensberg bjergene i vest, og fra Pongola floden i nord til Bashee floden i syd, ikke langt fra den moderne by East London.
Shaka havde kontakter med britiske opdagelsesrejsende og indså´, at den hvide mand udgjorde en trussel imod den lokale befolkning. Han planlagde et intensivt uddannelsesprogram, der skulle gøre det muligt at komme op på europæernes niveau, men i 1828 blev han myrdet af sin halvbroder Dingane, der efterfulgte ham som konge. Dingane stod bag henrettelsen af en række boere i 1838. I 1840 blev han myrdet, og hans efterfølger Mpande regerede til 1878, og Mpandes søn Cetshwayo slog boerne tilbage.
Nu opstod der dog et nyt problem. I 1878 krævede Sir Henry Bartle Frere, den britiske leder af Sydafrika, at han opløste sin hær og opfyldte en række krav. Som resultat startede Zulukrigen i 1879.
I de indledende kampe led briterne store tab, blandt andet i slaget ved Isandlwana 22. januar 1879, hvor mere end 1,000 britiske soldater blev dræbt af zuluhæren. Nederlaget betød dog blot, at flere britiske soldater blev sendt til Sydafrika, og briterne vandt krigen med slaget ved Ulundi.
Cetshwayo blev sendt i eksil, og Zululand blev delt i 13 regioner. Melmoth Osborne fik til opgave at mægle mellem de lokale høvdinge og briterne, men fortsatte uenigheder gjorde, at Zululand blev annekteret 9. maj 1887. Hele provinsen Zululand blev lagt sammen med Natal 31. december 1897.
28°18′S 31°25′Ø / 28.3°S 31.42°Ø